# Horst Kudritzki
Horst Kudritzki (né le 30 janvier 1911 à Königsberg, mort le 2 juillet 1970 à Berlin) est un compositeur, chef d'orchestre et pianiste allemand.

## Biographie
Après le Realgymnasium de Berlin, Kudritzki étudie de 1928 à 1932 au Conservatoire Stern auprès d'Alexander von Fielitz et Paul Graener (direction, composition, instrumentation et histoire de la musique) ; puis il fréquente l'université des arts de Berlin jusqu'à l'obtention du diplôme. Il est d'abord collaborateur, arrangeur et pianiste pour les maisons de disques Electrola, Telefunken et Odeon. À partir de 1936, il travaille comme chef d'orchestre indépendant, compositeur, arrangeur et pianiste pour la Reichs-Rundfunk-Gesellschaft. Entre 1938 et 1944, il est compositeur et arrangeur à la Scala de Berlin. De plus, à partir de 1941, il arrange du schlager influencé par le swing pour le Deutsches Tanz- und Unterhaltungsorchester. Entre 1945 et 1950, il est maître de chapelle et arrangeur du Radio Berlin Tanzorchester, qu'il dirige avec Erwin Lehn après la démission de Michael Jary. Après la dissolution de l'orchestre, il travaille comme éditeur musical viennois chez Bohème Verlag à partir de 1950 et épouse la chanteuse Gloria Astor. Il est aussi chef d'orchestre, compositeur et arrangeur pour les orchestres des radios RFFB, SFB, NDR, WDR et les maisons de disques Electrola, Telefunken et Bertelsmann. À partir de 1956, il est également chef invité de Deutschlandsender à Berlin-Est.